# (1271) Isergina
(1271) Isergina ist ein Asteroid des Hauptgürtels, der am 10. Oktober 1931 vom russischen Astronomen Grigori Nikolajewitsch Neuimin in Simejis entdeckt wurde.
Der Asteroid wurde nach Pjotr Wasiljewitsch Isergin benannt, einem Arzt und Freund des Entdeckers.